# Dalbohund

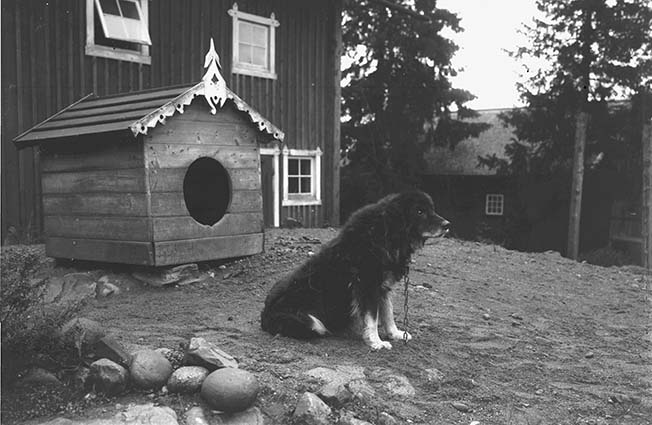
En dalbohund.

Dalbohund är en utdöd svensk hundras. Den var en boskapsvaktare och vaktande herdehund av molossertyp som försvann omkring 1870-talet. Hundarnas uppgift var att skydda frigående nötkreatur, hästar, får och getter mot angrepp från varg och björn. Dess hemtrakter var Västergötland, Bohuslän, Dalsland, Värmland och Østfold. Försvinnandet hör samman med de stora rovdjurens utrotning; då framstod det som alltför kostsamt att hysa stora hundar som inte tillförde någon särskild nytta.
Första gången dessa hundar nämndes i skrift var i Gunno Brynolphi Blutherus' (1609-1657) Dalia från 1632. De fick sitt namn i skrift första gången 1843 i Bohusläns historia och beskrifvning av Axel Emanuel Holmberg (1817-1861). Muntliga traditioner går tillbaka till 1700-talet. Det har angetts att dalbohunden ska ha liknat cão da serra da estrela, mankhöjden skall ha varit upp till 80 cm. 
På senare år har ett skinn från en dalbohund påträffats, som har gett ny information om hundrasens kroppsbyggnad och utseende. 2013 upptäcktes ett tidigare okänt fotografi av en dalbohund, taget av Nils Ferlins faster, Hanna Ferlin. Kännare anser att fotografiet är det bästa fotot på en dalbohund som hittills hittats.
I huvudsak avskräcker boskapsvaktande hundar rovdjur genom sin närvaro bland tamboskapen, alltså en ganska fredlig syssla. Men de historier som finns bevarade handlar om hundar som dödat vargar eller själva blivit dödade. Rasen anses ha haft ett skarpt temperament och stort mod.
Ett rabiesutbrott vid Kinnekulle 1854 tros ha påskyndat dalbohundens försvinnande. En annan bidragande orsak kan ha varit missväxten 1867-1868. 1913 gjordes ett försök att inventera rasen för bevarande, men då var det redan för sent.
Från sagalitteraturen finns indikationer på att vikingarna ska ha haft stora vakt- och herdehundar med ursprung från Brittiska öarna. I Njáls saga får Gunnar på Hlidarende en stor irländsk hund i gåva. I Olav Tryggvasons saga i Heimskringla finns en berättelse om Olavs hund som skulle kunna vara en herdehund.